# Blepharipa
Blepharipa – rodzaj muchówek z rodziny rączycowatych (Tachinidae).

## Wybrane gatunki
- B. albocinta (Mesnil, 1956)[4][3]
- B. carbonata (Mesnil, 1970)[3]
- B. chaetoparafacialis Chao, 1982[3]
- B. fimbriata (Wulp, 1890)[2]
- B. fusiformis (Walker, 1849)[4][3]
- B. gigas (Mesnil, 1950)[3]
- B. jacobsoni (Townsend, 1927)[4][3]
- B. latigena (Mesnil, 1970)[3]
- B. nigrina (Mesnil, 1970)[3]
- B. orbitalis (Townsend, 1927)[4][3]
- B. pratensis (Meigen, 1824)[2]
- B. schineri (Mesnil, 1939)[3][5][2][3]
- B. sericariae (Róndani, 1870)[3]
- B. sugens (Wiedemann, 1830)[3]
- B. tibialis (Chao, 1963)[3]
- B. wainwrighti (Baranov, 1932)[4][3]
- B. zebina (Walker, 1849)[4][3]